# Facidina
Facidina is een geslacht van vlinders van de familie spinneruilen (Erebidae), uit de onderfamilie Calpinae.

## Soorten
- F. polystigma Lower, 1903
- F. semifimbria (Walker, 1858)
- F. suffumata Guenée, 1852